# Auri
Pour le footballeur brésilien, voir Auri (football).
Auri est un pagasts de Lettonie, l'un des territoires administratifs de la municipalité de Dobele. Ses plus grandes localités sont Gardene, Ķirpēni, Auri (centre administratif), Liepziedi, Lielbērze, Bērzkrasti, Rūpnieki.